# 浦田樹
浦田 樹（うらた いつき、1997年1月29日 - ）は、東京都出身のプロサッカー選手。ポジションはディフェンダー。FCブニョドコル所属。早稲田大学eスクール卒業。

## 経歴
中学生よりジェフユナイテッド市原・千葉の下部組織に入団した。ユースでは2013年の豊田国際ユースサッカー大会に出場するU-16日本代表を皮切りに、世代別日本代表に継続して招集された。
2015年、同期の仲村京雅とともにジェフ千葉トップチームに昇格を果たした。
2016年1月7日、ブラジルパラナ州1部のPSTCに期限付き移籍で加入。約半年のレンタル期間が満了後、5月14日に千葉へ復帰した。9月14日、仲村京雅とともにFC琉球に育成型期限付き移籍で加入することが発表された。
2017年1月6日、ギラヴァンツ北九州に期限付き移籍で加入。J3では大敗したホームでの鹿児島ユナイテッド戦以降出場機会が無かったが、終盤の11月30日、U-20日本代表チームに招集された。
2018年1月、ギラヴァンツ北九州に完全移籍することが発表された。シーズン終了後、契約満了により退団。同年12月12日、フクダ電子アリーナで行われたJリーグ合同トライアウトに出場した。
2019年3月2日、ウクライナ・プレミアリーグのFCゾリャ・ルハーンシクに加入することが発表された。
2020年1月、ゾリャ・ルハーンシクと契約解除。スペイン3部のクラブに加入予定だったが、登録に時間を要することから契約を断念。
2020年8月18日、クロアチア・プルヴァHNLのNKヴァラジュディンに加入。
2021年8月18日、スロバキア・フォルトゥナ・リーガのŠKFセレヂに延長オプション付きの1年契約で加入。しかし3週間で契約解除となり、2022年2月、NKヴァラジュディンに復帰。
2023年6月23日、スロベニア・プロヴァリーガのNKマリボルに1年契約で加入することが発表された。

## エピソード
- ブラジル・PSTC所属時にはチームメイトの元日本代表・三都主アレサンドロと同部屋で過ごし、彼のアドバイスが異国で萎縮していた面もあった浦田が精神面で成長するきっかけとなった[16]。

## 所属クラブ
ユース経歴
- ヴァロールSC（江戸川区立清新第一小学校）
- 2009年 - 2011年 ジェフユナイテッド市原・千葉U-15（江戸川区立清新第一中学校）
- 2012年 - 2014年 ジェフユナイテッド市原・千葉U-18（千葉経済大学附属高等学校）

プロ経歴
- 2015年 - 2017年  ジェフユナイテッド市原・千葉
  - 2015年  Jリーグ・アンダー22選抜
  - 2016年1月 - 同年5月  PSTC（期限付き移籍）
  - 2016年9月 - 同年12月  FC琉球（期限付き移籍）
  - 2017年  ギラヴァンツ北九州（期限付き移籍）
- 2018年  ギラヴァンツ北九州
- 2019年  FCゾリャ・ルハーンシク
- 2020年 - 2021年 NKヴァラジュディン
- 2021年  セレヂ
- 2022年 - 2023年 NKヴァラジュディン
- 2023年 -  NKマリボル

## 個人成績
| 国内大会個人成績 | 国内大会個人成績 | 国内大会個人成績 | 国内大会個人成績 | 国内大会個人成績 | 国内大会個人成績 | 国内大会個人成績 | 国内大会個人成績 | 国内大会個人成績 | 国内大会個人成績 | 国内大会個人成績 | 国内大会個人成績 |
| 年度             | クラブ           | 背番号           | リーグ           | リーグ戦         | リーグ戦         | リーグ杯         | リーグ杯         | オープン杯       | オープン杯       | 期間通算         | 期間通算         |
| 年度             | クラブ           | 背番号           | リーグ           | 出場             | 得点             | 出場             | 得点             | 出場             | 得点             | 出場             | 得点             |
| 日本             | 日本             | 日本             | 日本             | リーグ戦         | リーグ戦         | リーグ杯         | リーグ杯         | 天皇杯           | 天皇杯           | 期間通算         | 期間通算         |
| ---------------- | ---------------- | ---------------- | ---------------- | ---------------- | ---------------- | ---------------- | ---------------- | ---------------- | ---------------- | ---------------- | ---------------- |
| 2015             | 千葉             | 27               | J2               | 0                | 0                | -                | -                | 0                | 0                | 0                | 0                |
| 2016             | 千葉             | 29               | J2               | 0                | 0                | -                | -                | 0                | 0                | 0                | 0                |
| 2016             | 琉球             | 26               | J3               | 8                | 0                | -                | -                | 0                | 0                | 8                | 0                |
| 2017             | 北九州           | 13               | J3               | 13               | 0                | -                | -                | 0                | 0                | 13               | 0                |
| 2018             | 北九州           | 13               | J3               | 26               | 1                | -                | -                | -                | -                | 26               | 1                |
| 通算             | 日本             | 日本             | J2               | 0                | 0                | -                | -                | 0                | 0                | 0                | 0                |
| 通算             | 日本             | 日本             | J3               | 47               | 1                | -                | -                | 0                | 0                | 47               | 1                |
| 総通算           | 総通算           | 総通算           | 総通算           | 47               | 1                | 0                | 0                | 0                | 0                | 47               | 1                |

その他の公式戦
| 2015   | J-22   | -      | J3     | 1 | 0 | 1 | 0 |
| 通算   | 日本   | 日本   | J3     | 1 | 0 | 1 | 0 |
| 総通算 | 総通算 | 総通算 | 総通算 | 1 | 0 | 1 | 0 |

- Jリーグ初出場 - 2015年3月15日 J3リーグ 第1節 vs SC相模原 (相模原)
- Jリーグ初得点 - 2018年3月21日 J3リーグ 第3節 vs 藤枝MYFC (藤枝)

## 代表歴
- U-16日本代表
  - 豊田国際ユースサッカー大会（2013年）
- U-17日本代表
  - サニックス杯国際ユースサッカー大会（2014年）
  - 国際ユースサッカーin新潟（2014年）
- U-18日本代表
  - AFC U-19選手権予選（2015年）
- U-19日本代表
  - Panda Cup（2016年）
  - NTC招待大会（2016年）
- U-20日本代表
  - M-150カップ（2017年）
- U-21日本代表
  - AFC U-23選手権（2018年）